# (794) Иренея
(794) Иренея (лат. Irenaea) — небольшой астероид главного пояса, который был обнаружен 27 августа 1914 года австрийским астрономом Иоганном Пализой в Венской обсерватории и назван в честь дочери астронома и директора Венской обсерватории Эдуарда Вайсса.